# Palmilla
Palmilla é uma comuna da província de Colchagua, localizada na Região de O'Higgins, Chile. Possui uma área de 237,3 km² e uma população de 11.200 habitantes (2002).